# Saba Asideno
Saba Asideno o Sabba Asideno (in greco Σάβ[β]ας Ἀσιδηνός?; ... – dopo il 1216) era un potente magnate locale della regione di Sampson (l'antica Priene in Ionia) all'inizio del XIII secolo. In seguito alla Quarta Crociata, si affermò come signore indipendente prima di sottomettersi all'Impero di Nicea.
Gli storici più antichi, come George Finlay e William Miller, avevano identificato la sua città con Amisos, l'odierna Samsun, sulla costa del Mar Nero, e pensavano che Saba avesse la sua residenza lì; tuttavia, in un articolo del 1935, Guillaume de Jerphanion dimostrò che il suo centro di potere era Sampson, sulla costa del Mar Egeo.

## Biografia
L'origine di Asideno è ignota. Nel 1204, come altri potenti magnati (ad esempio Teodoro Mangafa o Leone Sguro), sfruttò il vuoto di potere creato dalla caduta della capitale dell'impero bizantino, Costantinopoli, a seguito della Quarta Crociata, per prendere il controllo di Sampson e della bassa valle del fiume Maeandro. Alla fine del 1205 o all'inizio del 1206, tuttavia, fu costretto a riconoscere la sovranità del principale regno bizantino anatolico successore, l'Impero di Nicea guidato da Teodoro I Lascaris (r. 1204-1222). Asideno si sottomise pacificamente e mantenne la sua influenza locale, forse agendo come governatore della regione.
I suoi rapporti con il sovrano di Nicea divennero stretti e Asideno sembra essersi sposato con un membro della dinastia dei Lascaris, poiché nel 1214 Teodoro I lo chiama sympetheros ("parente acquisito") ed è registrato come sebastocratore, all'epoca solitamente riservato ai fratelli dell'imperatore bizantino. Asideno è nuovamente menzionato nel 1216, in un documento proveniente da un monastero del Monte Latmos. In seguito non si sa più nulla di lui.